# Мунктелл, Хелена
Хелена Мунктелл (швед. Helena Munktell; 1852—1919) — шведская пианистка и композитор.

## Биография
Родилась 24 ноября 1852 года в муниципалитете Фалун в семье из девяти детей предпринимателя и музыканта Хенрика Мунктелла и его жены Кристины Августы (Christina Augusta Eggertz, 1818—1889); сестра композитора Амалии Хьельм и художницы Эммы Спарре.

Титульный лист одной из партитур Хелены Мунктелл

Первоначальное музыкальное образование получила у отца. Когда в 1861 году он умер, вся семья переехала в Стокгольм, где мать занималась бизнесом. Хелена изучала пение, фортепиано, контрапункт и инструментовку у Конрада Нордквиста, Юхана Линдегрена и Йозефа Денте в Королевской высшей музыкальной школе в Стокгольме. Сочинять музыку училась у Людвига Нормана. В 1870 году Хелена с матерью отправились в Вену для продолжения обучения у известных преподавателей, затем училась в Италии и Швейцарии. Вернувшись в 1877 году в Париж, она решила здесь остаться и выступать в качестве певца и пианиста. Одновременно в течение следующих двух лет училась у Бенджамена Годара и Венсана Д’Энди, ставших для неё большим стимулом в профессии музыканта.
Дебют Хелены Мунктелл в качестве композитора состоялся в Швеции в 1885 году. В конце 1890-х годов она начала сочинять музыку для оркестра. В 1915 году стала членом Королевской академии музыки Швеции, а в 1918 году — соучредителем Шведского общества композиторов (Föreningen svenska tonsättare). В числе её трудов: опера, оркестровые произведения, камерная музыка и другие музыкальные произведения.
Мунктелл страдала от болезни глаз и умерла 10 сентября 1919 года в Стокгольме. Была похоронена на Северном кладбище Стокгольма (Норра бегравнингсплатсен).